# Josh Martinez
Josh Martinez, conosciuto anche come The People's Champ, pseudonimo di Matthew Edward Kimber (6 agosto 1977), è un rapper e produttore discografico canadese.
Nei primi anni del 2000, Martinez ha avviato la propria etichetta discografica, Camobear Records, per cui è segnato che il compagno artista Moka Only. Josh Martinez è stato nominato da Urb Magazine come una delle "Next 100 Rising Stars".

## Biografia
Josh è stato uno dei membri fondatori dei gruppi The Chicharones e The Pissed Off Wild. The Chicharones sono stati un progetto di pop underground di Josh, in collaborazione con il rapper Sleepdegli Oldominion. Assieme hanno realizzato due album LP dal loro incontro avvenuto al South By Southwest festival. The Pissed Off Wild, (P.O.W.), sono una rock band live in cui Martinez svolge il ruolo di frontman. Musicalmente la band si avvicina al suono di artisti come  The Black Keys e Beck in opposizione al suono hip hop a cui normalmente si associa Martinez.
Il più recente lavoro solista diMartinez, Midriff Music, prodotto dal DJ del Sud California  Samix ha vinto il "Best Rap Recording" ai Western Canadian Music Awards del 2005. Dopo il successo del suo primo album solista e del materiale realizzato con The Chicharones, ha poi iniziato a lavorare sul suo successivo disco, Traditional Songwriting with Choruses.

## Discografia
- ????: The Hali Hundred (??)
- 1998: Maximum Wellbeing (EP)
- 1999: Josh Martinez & The Hooded Fang
- 2001: Made in China (Low Pressure Records)
- 2002: Rumble Pie (EP, Low Pressure Records)
- 2002: The Good Life (EP, Congregation Records)
- 2002: Buck Up Princess
- 2004: Midriff Music (Camobear Records)
- 2007: Splitsville (Camobear Records)